# One More Time, One More Chance
One More Time, One More Chance est une chanson composée et interprétée par Masayoshi Yamazaki sortie en single le 22 janvier 1997. Le single s'est classé à la 18e position et est resté classé durant 24 semaines. La chanson a été utilisée pour le générique de fin du film 5 centimètres par seconde et le single bénéficia d'une nouvelle sortie le 3 mars 2007 via le label Nayutawave Records. Le single s'est classé cette fois-ci à la 52e position et est resté classé durant 9 semaines dans les charts japonais.